# Rodenbek
Rodenbek Molfsee er en kommune og en by i det nordlige Tyskland, beliggende i Amt Molfsee i den østlige del af Kreis Rendsborg-Egernførde. Kreis Rendsborg-Egernførde ligger i den centrale del af delstaten Slesvig-Holsten.

## Geografi
Rodenbek ligger mellem Ejderdalen, Westensee og statsskoven Rumohrer Gehölz, omkring 8 km sydvest for Kiel ved Bundesautobahn 215.